# Nery Castillo
Nery Castillo, właśc. Nery Alberto Castillo Confalonieri (ur. 13 czerwca 1984 w San Luis Potosí) – meksykański piłkarz grający na pozycji napastnika lub skrzydłowego. Posiada także obywatelstwa urugwajskie, włoskie i greckie.

## Kariera klubowa
Pochodzi z Meksyku, ale piłkarską karierę rozpoczął w klubie Danubio z Montevideo. W jego barwach zadebiutował już w wieku 15 lat w lidze urugwajskiej. Z Danubio wystąpił na jednym z młodzieżowych turniejów w Brazylii i tam swoją postawą zwrócił uwagę menedżerów klubów europejskich. Jego ojciec i agent zadecydowali o przenosinach Nery’ego do Manchesteru United, jednak Castillo nie uzyskał pozwolenia na pracę.
Latem 2001 zgłosił się po Castillo grecki Olympiakos SFP i zawodnik podpisał długoletni kontrakt z tym klubem. W pierwszych dwóch latach zagrał zaledwie we 2 spotkaniach ligi greckiej (dwa kolejne mistrzostwa Grecji), ale w sezonie 2002/2003 grał już więcej (9 meczów, 3 gole) i miał swój udział w wywalczeniu mistrzostwa kraju. W sezonie 2003/2004 był już zawodnikiem wyjściowej jedenastki zespołu, z którym został wicemistrzem kraju. Zaczął grać także w rozgrywkach grupowych Ligi Mistrzów. Pełny w sukcesy dla Castillo był także rok 2005, kiedy to sięgnął z Olympiakosem po dublet: mistrzostwo i Puchar Grecji, a osiągnięcie to powtórzył także w 2006 roku. W sezonie 2006/2007 osiągnął jeszcze wyższą formę, a przede wszystkim skuteczność. Z 12 bramkami na koncie stał się drugim po Rivaldo (17 bramek) strzelcem zespołu i trzeci raz z rzędu zdobył mistrzostwo Hellady.
Latem 2007 za 15 milionów euro Castillo przeszedł do Szachtara Donieck, z którym podpisał 3-letni kontrakt, lecz nie sprawdził się tam i wpadł konflikt z trenerem ukraińskiego zespołu, ponieważ dwukrotnie bez polecenia podszedł do jedenastki, którą miał strzelać Cristiano Lucarelli. Władze Szachtara zdecydowały w 2008 roku wypożyczyć swojego zawodnika do angielskiego Manchesteru City na pół roku. W Premiership zadebiutował 12 stycznia w przegranym 0:1 wyjazdowym spotkaniu z Everonem. 30 lipca 2009 ponownie został wypożyczony, ale już do Dnipra Dniepropetrowsk. 18 lipca 2010 również na zasadzie wypożyczenia zasilił Chicago Fire.
W styczniu 2010 został wypożyczony na pół roku do greckiego klubu Aris FC.
| Sezon   | Klub                   | Kraj              | Rozgrywki                            | Mecze | Bramki |
| ------- | ---------------------- | ----------------- | ------------------------------------ | ----- | ------ |
| 2000/01 | Danubio FC             | Urugwaj           | Primera División Uruguaya            | 2     | 0      |
| 2000/01 | Olympiakos SFP         | Grecja            | Superleague Ellada                   | 1     | 0      |
| 2001/02 | Olympiakos SFP         | Grecja            | Superleague Ellada                   | 1     | 0      |
| 2002/03 | Olympiakos SFP         | Grecja            | Superleague Ellada                   | 9     | 3      |
| 2003/04 | Olympiakos SFP         | Grecja            | Superleague Ellada                   | 26    | 7      |
| 2004/05 | Olympiakos SFP         | Grecja            | Superleague Ellada                   | 26    | 6      |
| 2005/06 | Olympiakos SFP         | Grecja            | Superleague Ellada                   | 17    | 2      |
| 2006/07 | Olympiakos SFP         | Grecja            | Superleague Ellada                   | 25    | 12     |
| 2007/08 | Szachtar Donieck       | Ukraina           | Wyszcza Liha                         | 8     | 0      |
| 2007/08 | Manchester City        | Anglia            | Premier League                       | 7     | 0      |
| 2008/09 | Manchester City        | Anglia            | Premier League                       | 0     | 0      |
| 2008/09 | Szachtar Donieck       | Ukraina           | Wyszcza Liha                         | 4     | 1      |
| 2009/10 | Szachtar Donieck       | Ukraina           | Wyszcza Liha                         | 0     | 0      |
| 2009/10 | Dnipro Dniepropetrowsk | Ukraina           | Wyszcza Liha                         | 3     | 0      |
| 2009/10 | Chicago Fire           | Stany Zjednoczone | Major League Soccer                  | 8     | 0      |
| 2010/11 | Aris FC                | Grecja            | Superleague Ellada                   | 10    | 2      |
| 2011/12 | Aris FC                | Grecja            | Superleague Ellada                   | 20    | 6      |
| 2012/13 | Pachuca                | Meksyk            | Primera División de México           | 13    | 1      |
| 2013/14 | Club León              | Meksyk            | Primera División de México           | 7     | 0      |
| 2013/14 | Rayo Vallecano         | Hiszpania         | Primera División                     | 11    | 2      |
|         |                        |                   | Łącznie w Primera División Uruguaya  | 2     | 0      |
|         |                        |                   | Łącznie w Superleague Ellada         | 135   | 38     |
|         |                        |                   | Łącznie w Premier League             | 7     | 0      |
|         |                        |                   | Łącznie w Wyszcza Liha               | 15    | 1      |
|         |                        |                   | Łącznie w Primera División de México | 20    | 1      |
|         |                        |                   | Łącznie w Primera División           | 11    | 2      |

## Kariera reprezentacyjna
W 2000 roku Castillo został powołany do młodzieżowej reprezentacji Urugwaju U-17 na Mistrzostwa Ameryki Południowej U-17, jednak z niewyjaśnionych przyczyn zrezygnował z udziału w turnieju.
Gdy minęło 7 lat pobytu Castillo w Grecji, pojawiły się spekulacje o zainteresowaniu zawodnikiem przez Grecki Związek Piłki Nożnej. Selekcjoner reprezentacji Grecji, Otto Rehhagel zabiegał o przyznanie Castillo greckiego obywatelstwa. Jednak 30 listopada 2006 Nery publicznie zgłosił akces do reprezentacji Meksyku na Złoty Puchar CONCACAF 2007. 5 lutego 2007 przybył na obóz przygotowawczy kadry meksykańskiej, jednak 7 lutego nie zdołał zadebiutować w towarzyskim meczu z USA z powodu kontuzji lewej kostki.
W reprezentacji Meksyku Castillo ostatecznie zadebiutował 2 czerwca w wygranym 4:0 sparingowym spotkaniu z Iranem. Natomiast swojego pierwszego gola zdobył już podczas turnieju o Złoty Puchar w wygranym 2:1 meczu z Kubą.

## Sukcesy i odznaczenia

### Sukcesy klubowe
- zdobywca Pucharu UEFA: 2009
- mistrz Grecji: 2001, 2005, 2006, 2007
- zdobywca Pucharu Grecji: 2005, 2006
- wicemistrz Ukrainy: 2009

### Sukcesy reprezentacyjne
- brązowy medalista Copa América: 2007